# Commandement de l’appui et de la logistique de théâtre
Pour les articles homonymes, voir CALT.
Le commandement de l'appui et de la logistique de théâtre (CALT) est une grande unité militaire de l'Armée de terre française.

## Présentation
Issu du commandement de la maintenance des forces (COM MF), du commandement de la logistique des forces (COM LOG) et d’éléments du génie , le commandement de l’appui et de la logistique de théâtre (CALT) est créé administrativement le 1er janvier 2024. Une prise d'armes organisée le 1er juillet 2024 à Lille marque sa création officielle. Ce commandement répond aux besoins en logistique et appui d’une armée de Terre de combat tournée vers les opérations de haute intensité. Elément central des forces opérationnelles, il est en mesure de s’adapter aux avancées technologiques et aux exigences changeantes des engagements.

## Composition

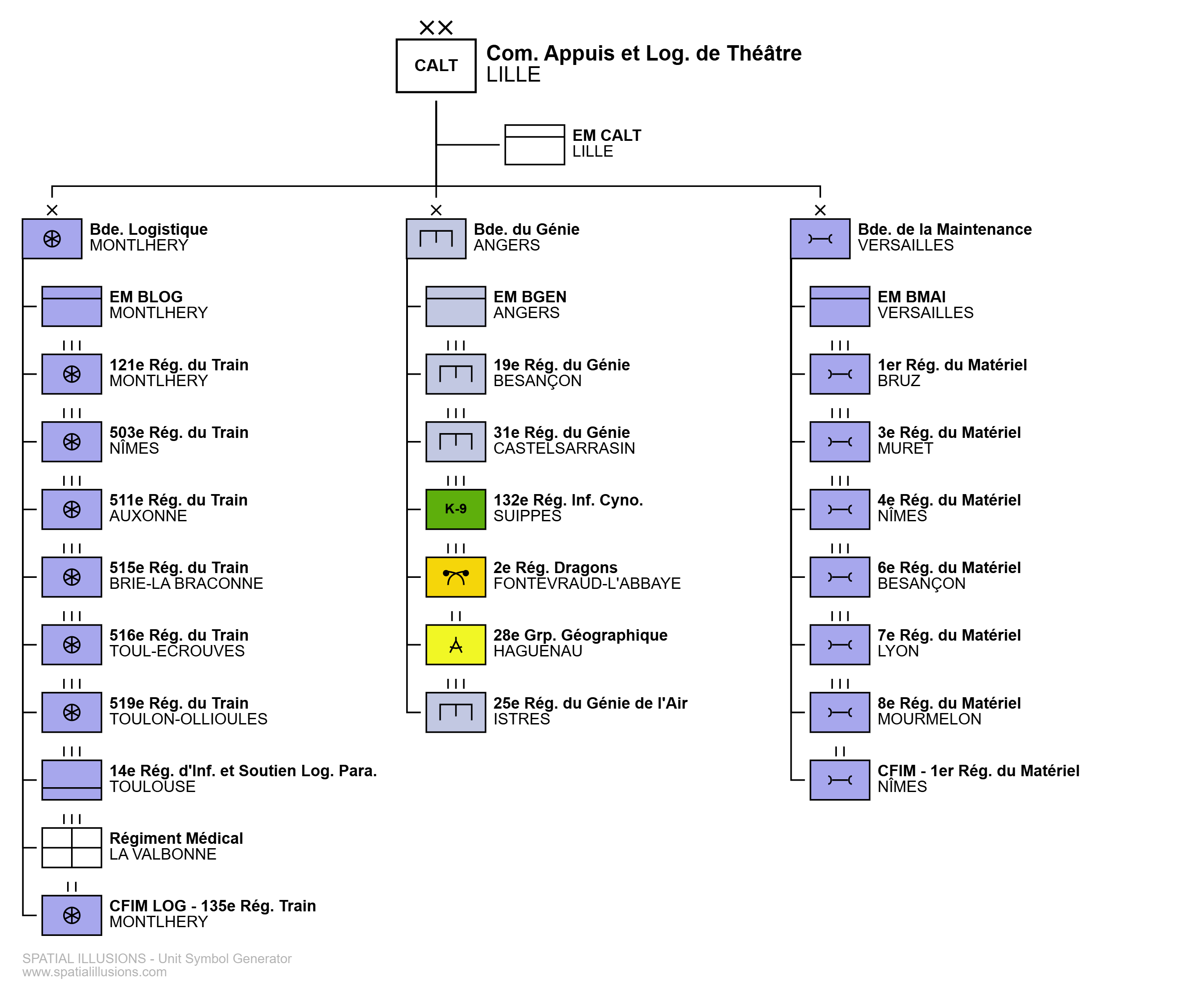
Commandement de l'Appui et de la Logistique de Théâtre

Le CALT est composé de trois brigades spécialisées. 

### Brigade logistique
| Unité                                                   | Acronyme | Localisation     |
| ------------------------------------------------------- | -------- | ---------------- |
| État-major de brigade                                   | EM BLOG  | Montlhéry        |
| 121e régiment du train                                  | 121e RT  | Montlhéry        |
| 503e régiment du train                                  | 503e RT  | Nîmes            |
| 511e régiment du train                                  | 511e RT  | Auxonne          |
| 515e régiment du train                                  | 515e RT  | Brie-La Braconne |
| 516e régiment du train                                  | 516e RT  | Toul-Écrouves    |
| 519e régiment du train                                  | 519e RT  | Toulon-Ollioules |
| 14e régiment d'infanterie et de logistique parachutiste | 14e RILP | Toulouse         |
| Régiment médical                                        | RMed     | La Valbonne      |
| 15e groupement d'instruction de la logistique           | 15e GIL  | Montlhéry        |

### Brigade du génie
| Unité                                    | Acronyme | Localisation        |
| ---------------------------------------- | -------- | ------------------- |
| État-major de brigade                    | EM BGEN  | Angers              |
| 19e régiment du génie                    | 19e RG   | Besançon            |
| 31e régiment du génie                    | 31e RG   | Castelsarrasin      |
| 132e régiment d'infanterie cynotechnique | 132e RIC | Suippes             |
| 2e régiment de dragons                   | 2e RD    | Fontevraud-l'Abbaye |
| 28e groupe géographique                  | 28e GG   | Haguenau            |
| 25e régiment du génie de l'air           | 25e RGA  | Istres              |

### Brigade de maintenance
| Unité                                                     | Acronyme      | Localisation       |
| --------------------------------------------------------- | ------------- | ------------------ |
| État-major de brigade                                     | EM BMAI       | Versailles         |
| 2e régiment du matériel                                   | 2e RMAT       | Bruz               |
| 3e régiment du matériel                                   | 3e RMAT       | Muret              |
| 4e régiment du matériel                                   | 4e RMAT       | Nîmes              |
| 6e régiment du matériel                                   | 6e RMAT       | Besançon           |
| 7e régiment du matériel                                   | 7e RMAT       | Lyon               |
| 8e régiment du matériel                                   | 8e RMAT       | Mourmelon          |
| 1er groupement d'instruction de la brigade de maintenance | 1er GI BMAINT | Camp des Garrigues |

## Missions
En tant que maître d’œuvre de la logistique opérationnelle, le CALT s’impose comme l’organisation logistique opérationnelle essentielle au soutien de l’armée de Terre engagée sur des théâtres. En opération, il commande l’ensemble des sous-fonctions logistiques. Cela englobe l’acheminement du personnel et du matériel en zone d’opérations, le soutien du personnel, un appui spécialisé au déploiement par la mise en place d’infrastructures opérationnelles, la gestion des approvisionnements, le maintien en condition opérationnelle des matériels.    
Ce poste de commandement coordonne l’appui au déploiement de la force et la cohérence de la continuité de la chaîne logistique entre la métropole et la zone de contact. Il assure donc un continuum entre l’anticipation des besoins, la planification minutieuse du déploiement, une exécution précise sur le terrain en assurant une adaptabilité aux besoins spécifiques des théâtres et un retour d’expérience, après engagement, qui garantit des  évolutions constantes en termes d’innovations.

## Insigne

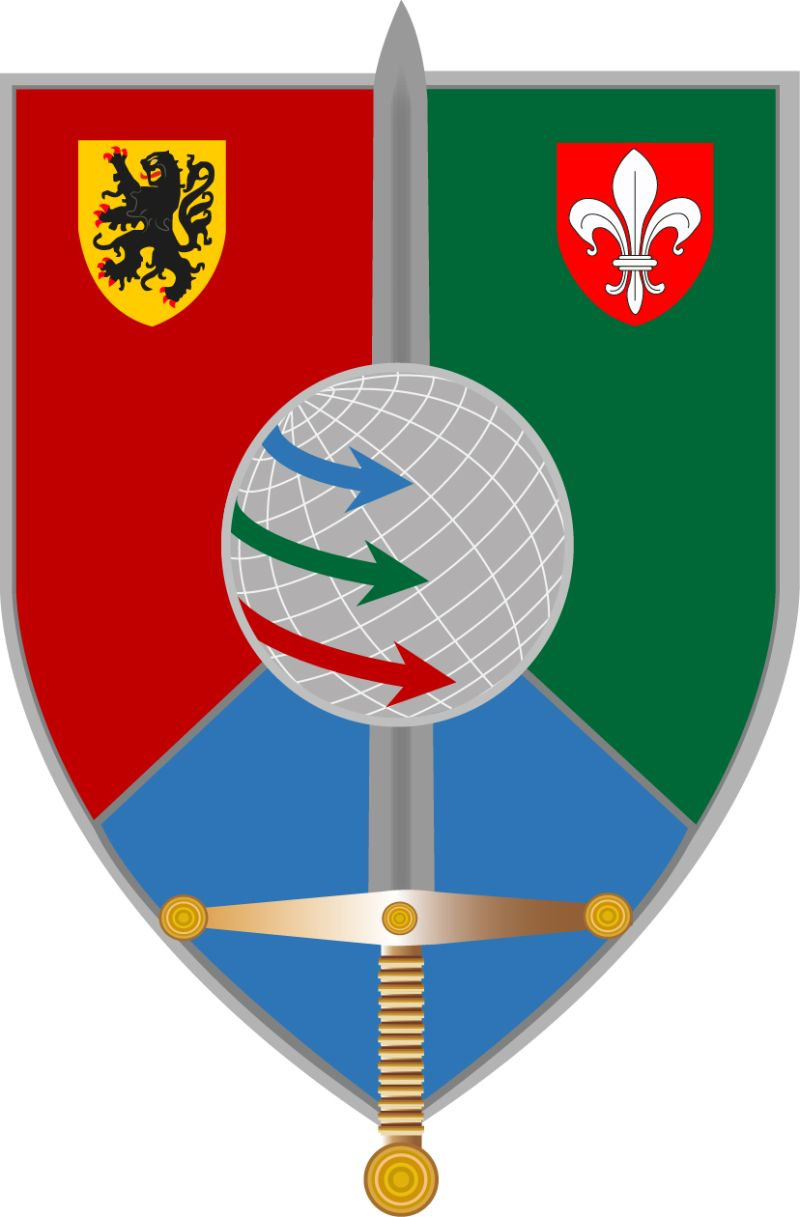
Insigne du CALT.

- le rouge, le vert et le bleu sont les couleurs respectivement du génie, du train et du matériel ;
- les blasons du Nord-Pas-de-Calais et de la ville de Lille où est basé l'état-major du CALT ;
- les flèches et le globe symbolisent la capacité de projection mondiale des unités du CALT ;
- l'épée est le symbole du commandement des unités combattantes de l'Armée de terre.